# Thomisus pathaki
Thomisus pathaki là một loài nhện trong họ Thomisidae.
Loài này thuộc chi Thomisus. Thomisus pathaki được Pawan U. Gajbe miêu tả năm 2004.